# Campionati europei individuali di ginnastica artistica 2013 - Corpo libero maschile
La finale ad attrezzo al corpo libero ai Campionati Europei si è svolta allo Sportivnyj Kompleks Olimpijskij di Mosca, Russia il 20 aprile 2013.

## Podio
| Oro                                                     | Argento | Bronzo                  |
| Max Whitlock - Alexander Shatilov Regno Unito - Israele | —       | Andrea Cingolani Italia |

## Qualificazioni
| Pos. | Ginnasta           | Totale | Qual. |
| ---- | ------------------ | ------ | ----- |
| 1    | Max Whitlock       | 15.466 | Q     |
| 2    | David Beljavskij   | 15.433 | Q     |
| 3    | Sam Oldham         | 15.366 | Q     |
| 4    | Matthias Fahrig    | 15.366 | Q     |
| 5    | Flavius Koczi      | 15.300 | Q     |
| 6    | Alexander Shatilov | 15.233 | Q     |
| 7    | Jeffrey Wammes     | 15.175 | Q     |
| 8    | Andrea Cingolani   | 15.166 | Q     |
| 9    | Oleg Stepko        | 15.125 | R1    |
| 10   | Daniel Purvis      | 15.100 | —     |
| 11   | Rok Klavora        | 15.000 | R2    |
| 12   | Fabian Gonzlez     | 14.966 | R3    |

## Classifica
| Pos.   | Ginnasta           | D Score | E Score | Pen.  | Total  |
| ------ | ------------------ | ------- | ------- | ----- | ------ |
| Oro    | Max Whitlock       | 6.600   | 8.833   | 0.100 | 15.333 |
| Oro    | Alexander Shatilov | 6.400   | 8.933   | —     | 15.333 |
| Bronzo | Andrea Cingolani   | 6.200   | 8.700   | —     | 14.900 |
| 4      | Flavius Koczi      | 7.000   | 7.666   | 0.100 | 14.666 |
| 5      | Sam Oldham         | 6.300   | 8.200   | 0.100 | 14.400 |
| 5      | David Beljavskij   | 6.300   | 8.200   | —     | 14.400 |
| 7      | Matthias Fahrig    | 6.300   | 7.433   | —     | 13.733 |
| 8      | Jeffrey Wammes     | 6.500   | 7.466   | 0.300 | 13.666 |